# Aleurodiscus jacksonii
Aleurodiscus jacksonii är en svampart som beskrevs av S. Ahmad 1962. Aleurodiscus jacksonii ingår i släktet Aleurodiscus och familjen Stereaceae. Inga underarter finns listade i Catalogue of Life.